# Alessia Fugardi
Alessia Fugardi (Roma, 18 de marzo de 1981) es una actriz italiana que se dio a conocer con la película La gran calabaza en 1993. 

## Biografía
Debutó a los once años en la película La gran calabaza de Francesca Archibugi, interpretando el papel de Pippi, una niña hospitalizada tras repetidos ataques epilépticos. La película fue premiada tanto por el público como por la crítica, y la propia Fugardi obtuvo una nominación para el premio David di Donatello.
En 1994 fue dirigida nuevamente por Archibugi en Con los ojos cerrados. En 1996 fue dirigida por Gabriele Lavia en la película La loba, donde actuó junto a Monica Guerritore y Raoul Bova.
Después, poco a poco, se fue apartando de los cines, para acomodarse en el formato televisivo. A pesar de todo, participó en películas como La primera vez  de Massimo Martella y, como protagonista, Giorni dispari del debutante Dominick Tambasco.

## Filmografía
- La gran calabaza, de Francesca Archibugi (1993)
- Con los ojos cerrados, de Francesca Archibugi (1994)
- La loba, de Gabriele Lavia (1996)
- L'odore della notte, de Claudio Caligari (1998)
- Se non mi vuoi, de Miriam Pucitta (1998)
- La prima volta, de Massimo Martella (1999)
- Incontri di primavera, de Anna Brasi (2000)
- L'appuntamento, de Veronica Bilbao La Vieja (2001)
- Giorni dispari, de Dominick Tambasco (2000)
- Nel mio amore, de Susanna Tamaro (2004)
- I giorni perduti, de Bruno Gaburro (2006)
- Questione di cuore, de Francesca Archibugi (2009)

## Reconocimientos
- David di Donatello
  - David di Donatello 1993 ‐ Candidata a mejor actriz no protagonista por La gran calabaza
- Nastro d'argento
  - Nastri d'argento 1994 – Candidata a mejor actriz protagonista por La gran calabaza
  - Nastri d'argento 1995 – Candidata a mejor actriz no protagonista por Con los ojos cerrados
  - Nastri d'argento 1997 – Candidata a mejor actriz no protagonista por La loba